# 大隆洞河
大隆洞河，也称大同河，位于中华人民共和国广东省台山市境内，发源于台山西部大广海湾经济区端芬镇南便村（原属隆文镇）西北婆髻山，蜿蜒向东北流经隆胜村、隆文村、王子城、大隆洞水库，于墩寨圩转东流，经塘美村、西廓村、塘头村、美洋村、大联村，至犁头围转南流，于广海镇烽火角水闸汇入南海广海湾。河长60千米，河床平均比降0.8‰，流域面积709平方千米。年均径流量约10亿立方米。

## 碧道
大隆洞河碧道汀江桥至海口埠全长7.4公里。为广东万里碧道-江门市EPC+O模式建设的碧道6段建设项目之一。串联了景点梅家大院、海口埠等。